# Leo von Erteneburg
Leo von Erteneburg, auch Artlenburg († 21. März 1324) war 1303–1327 Domherr zu Hamburg, von 1312–1320 zu Lübeck und ab 1322 Domherr zu Schwerin.

## Leben
Leo von Erteneburg war der Sohn des Hamburger Ratsherren und Bürgermeisters Leo von Artlenburg, Bruder des Hamburger und Verdener Domherren Friedrich von Artlenburg.
Leo war vom 1. November 1303 bis zum 1. August 1327 Domherr zu Hamburg, wo er seit dem 31. Juli 1317 auch die Propstei innehatte. Am 24. September 1317 stellte er an das Domkapitel die Forderung nach der Teilnahme an wöchentlichen Distributionen auch während seiner Abwesenheit.
Zu einem Vergleich über etliche Kompetenzstreitigkeiten mit dem Hamburger Domkapitel kam es erst am 8. Juli 1320.
In Lübeck war Leo von Artlenburg vom 21. Juli 1312 bis zum 1. Februar 1320 Domherr. Wegen diverser Streitigkeiten mit dem Bremer Erzbischof Jens Grand wurde er mit anderen Geistlichen der Bremer Erzdiözese von Papst Johannes XXII. am 17. Juli 1320 an den päpstlichen Hof zitiert.
Vom 28. September 1322 an war er Domherr zu Schwerin. Dort erhielt er päpstliche Konservatoren, Bewahrer gegen Übergriffe des Fürsten Heinrich II. von Mecklenburg auf sein Präbendalgut.
Am 5. März 1324 gab es einen Vergleich in dieser Angelegenheit.
Sein Todestag wird im Hamburger Nekrolog mit dem 21. März 1324 angegeben.